# Vanikoromonarch
De vanikoromonarch (Mayrornis schistaceus) is een zangvogel uit de familie Monarchidae (monarchen). Het is een kwetsbare, endemische vogelsoort van de Salomonseilanden.

## Naamgeving
De vogel werd op 24 sept. 1926 op de Santa Cruz-eilanden verzameld tijdens de Whitney South Sea Expedition. In 1933 beschreef Ernst Mayr de soort. De naar Mayr vernoemde geslachtsnaam was een jaar eerder door zijn collega Alexander Wetmore bedacht voor de zwartstaartmonarch.

## Kenmerken
De vogel is 13 tot 14 cm lang. Het is een overwegend dof, leigrijs gekleurde monarchvliegenvanger. Er is een onduidelijk afgegrensde lichte ring rond het oog, een lichte vlek op de oorstreek en een donkergrijze baardstreep. De onderstaartdekveren zijn witachtig, de staart is zwart met lichte stippels op de buitenste staartpennen. De snavel en de poten zijn grijs.

## Verspreiding en leefgebied
Deze soort is endemisch op Vanikoro en een naburig klein eilandje (Santa Cruz-eilanden, meest zuidelijke eilandengroep van de Salomonseilanden). Het leefgebied is struikgewas aan de randen van natuurlijk of gedeeltelijk uitgekapt regenwoud tot op 450 m boven zeeniveau.

## Status
De vanikoromonarch heeft een beperkt verspreidingsgebied en daardoor is de kans op uitsterven aanwezig. De grootte van de populatie werd in 2024 door BirdLife International geschat op 2500-4000 volwassen individuen en de populatie-aantallen nemen af door habitatverlies. Het leefgebied wordt aangetast door ontbossing waarbij natuurlijk bos wordt omgezet in gebied voor zelfvoorzieningslandbouw en concessies voor grootschalige houtkap op Vanikoro zijn in onderhandeling. Om deze redenen staat deze soort als kwetsbaar op de Rode Lijst van de IUCN.